# كفر العلوي
كفر العلوي إحدى قرى مركز تلا التابع لمحافظة المنوفية بجمهورية مصر العربية.

## السكان
بلغ عدد سكان كفر العلوي 3,616 نسمة، منهم 1،785 رجل و1،831 إمرأة، حسب الإحصاء الرسمي لعام 2006.